# Marvel: Ultimate Alliance 2
Marvel: Ultimate Alliance 2 é um RPG de ação de 2009 com personagens dos quadrinhos da Marvel. é uma sequência do jogo de 2006 Marvel: Ultimate Alliance, e a segunda parcela da série Marvel: Ultimate Alliance. O jogo foi desenvolvido em conjunto pela Vicarious Visions (PlayStation 3 e Xbox 360), n-Space (Nintendo DS, PlayStation 2 e Nintendo Wii) e Savage Entertainment (PlayStation Portable) e publicado pela Activision em setembro de 2009. Uma versão para o PlayStation 4, Xbox One e Microsoft Windows da Zoë Mode foi lançado em julho de 2016.
Ao contrário do primeiro jogo, que apresentava um enredo original, o enredo de Ultimate Alliance 2 é baseado principalmente nos arcos de história da Guerra Secreta e da Guerra Civil dos quadrinhos da Marvel. Após uma série de ataques devastadores nos Estados Unidos, o governo americano aprova a Lei de Registo de Super-Heróis, que obriga todos os indivíduos superpoderosos a agir sob regulamentação oficial, num esforço para reduzir o caos que resulta das suas batalhas. A comunidade de super-heróis fica dividida, já que alguns, incluindo o Homem de Ferro, apoiam a Lei, enquanto outros, como o Capitão América, se opõem a ela. As duas facções rapidamente entram em conflito entre si, enquanto um novo inimigo ameaça a paz global. O jogo apresenta duas histórias distintas dependendo da facção que o jogador seleciona no início, que se cruzam em várias instâncias.
Após o lançamento, Ultimate Alliance 2 recebeu críticas mistas e positivas dos críticos, que geralmente o consideraram inferior ao seu antecessor. O jogo foi elogiado por sua narrativa ramificada, melhor escrita e valor de repetição e novas adições à lista de personagens, mas criticado pela ausência de certos elementos do primeiro jogo (que "simplificou demais" a jogabilidade, segundo alguns críticos e jogadores). Depois de quase dez anos sem uma nova entrada na série Marvel: Ultimate Alliance, um reboot, Marvel Ultimate Alliance 3: The Black Order, foi lançado em julho de 2019 pela Nintendo, sem o envolvimento da Activision (cuja licença para publicar jogos da Marvel expirou em 2014).

## Jogabilidade
Marvel: Ultimate Alliance 2 pega emprestado muito de sua jogabilidade do seu antecessor. O jogo permite aos jogadores escolher uma equipe de até quatro personagens a partir dos vários heróis e vilões disponíveis. Os membros da equipe são intercambiáveis e podem ser trocados durante o jogo. A mecânica geral é semelhante aos da série X-Men Legends. As versões do jogo para PlayStation 3 e Xbox 360 também contam com o jogo online através da PlayStation Network e Xbox Live, respectivamente.
O sistema de energia também tem sido melhorado, permitindo que dois personagens possam combinar poderes, obtendo-se um novo ataque, conhecido como uma "fusão". Cada personagem jogável no jogo tem uma fusão única com todos os outros personagens jogáveis. Um exemplo é o Capitão América usando seu escudo para refletir os relâmpagos de Tempestade. Os jogadores têm a capacidade de aumentar o nível dos personagens e ganhar novas habilidades e poderes. As versões para PS3 e Xbox 360 possuem um sistema de progressão atualizando o personagem, com cada um tendo quatro poderes fundamentais que evoluem de acordo com o progresso de nível individual.
O aspecto multiplayer também foi mantido, com suporte para até quatro participantes online ou offline. Jogadores podem entrar ou sair a qualquer momento das partidas, sem afetar o ritmo da ação do usuário principal, que pode convidar amigos ou aceitar a ajuda de estranhos para interferir no rumo dos acontecimentos.
São 24 personagens selecionáveis enfrentando uma série de desafios tirados dos quadrinhos da editora, como combates em bases da S.H.I.E.L.D. e um ataque ao castelo do Dr. Destino. Apesar da necessidade de se escolher um lado para defender durante a Guerra Civil, há várias liberdades no roteiro que, inclusive, permitem vários finais diferentes dependendo de suas atitudes e heróis mais utilizados.

## Enredo
O jogo acompanha os eventos de uma das maiores sagas do universo Marvel, a Guerra Civil. Depois de uma ação desastrosa da equipe de super-heróis, Novos Guerreiros, que acabou vitimando cerca de seiscentas pessoas — entre as quais dezenas de crianças — na cidade de Stamford, Connecticut, as já acirradas discussões em torno da Lei de Registro de Super-humanos, que tramitavam pelo Congresso Nacional dos Estados Unidos, ganharam força e aliados de peso, incluindo muitos super-heróis.
Em uma sequência de eventos desastrosos, o ex-Secretário de Defesa, Anthony Stark (vulgo Homem de Ferro) toma o comando da situação, reunindo membros do Quarteto Fantástico, Thunderbolts e vários Vingadores para garantir a cooperação total com a Lei de Registro de Super-humanos.
Em pouco tempo, uma reação em cadeia acaba colocando velhos companheiros, defensores da justiça, um contra o outro. Os que apoiam Tony Stark (e, ao seu lado, Reed Richards) e a Lei de Registro de Super-humanos e os rebeldes liderados por ninguém menos do que o próprio "Sentinela da Liberdade", o velho Capitão América (apoiado por Luke Cage, Tempestade (Marvel Comics), entre outros), que se opõem ao autoritarismo do governo estadunidense.
O jogo começa um ano após o arco da Guerra Civil. O coronel Nick Fury lidera um time composto por Capitão América, Homem de Ferro, Homem-Aranha e Wolverine em um ataque ao Castelo da Latvéria após descobrir que a primeira ministra eleita Lucia Von Bardas estava fornecendo armas ao Consertador que em troca lhe dava super-vilões.
A cena então muda para o presente. Ms. Marvel é dada como desaparecida após ser mandada para recuperar a Intel de atividades criminosas. Uma equipe é mandada para investigar e a encontram sendo interrogada por Shocker. Eles também descobrem que os planos militares da Latvéria para destruir grande parte da América está sendo feita por um ciborgue Von Bardas. O grupo consegue impedir seus planos, mas muitos dos quarteirões da cidade foram destruídos durante o processo, levando o governo a considerar O Superhuman Registration Act (SRA), ou em português, o ato de registro de super humanos. À luz deste incidente, Nick Fury desaparece, deixando a agente da S.H.I.E.L.D. Maria Hill no comando. Três dias depois, durante uma teleconferência dos Novos Heróis, Nitro cria uma grande explosão, matando mais de 600 civis no processo, aprontando de imediato a implementação do SRA.
Os dois arcos de história convergem quando Homem de Ferro finge um sequestro em uma fábrica de produtos químicos de propriedade das Indústrias Stark.  Lá, ele tenta negociar com o Capitão América. O último se recusa e uma batalha começa entre as duas facções. Os super-vilões controlados por "nanites" (minúsculos eletrônicos injetados no corpo dos vilões) dão errado e atacam os agentes da S.H.I.E.L.D. que foram programados para ajudar e roubam explosivos para destruir as instalações. Um androide Fury, disfarçado como um dos agentes, pede a ajuda do grupo para se defender de Venom e Duende Verde. Uma explosão é resultante, e fere muitos super-heróis, que são resgatados por Fury. Ele consegue ajuda do Consertador em descobrir a causa do mal funcionamento.
O grupo é então enviado para a prisão da Zona Negativa, onde os super-heróis e super-vilões rebeldes que foram capturados são detidos, para obter uma amostra da fórmula "nanite". Eles recolhem as amostras e Fury ativa o sistema de auto-destruição para evitar a propagação de nanites. A maioria dos super-heróis envolvidos foge mas o destino de Fury é desconhecido. A equipe então descobre que os nanites sobreviveram e já se espalharam pelo mundo. Como resultado, o ato de registro foi suspenso, unindo as duas equipes. Eles se dividiram em grupos diferentes, com o grupo principal viajando para Wakanda, casa do Pantera Negra. Mais tarde, se descobre que Nick Fury também foi tomado pelos nanites. Os heróis estabelecem uma base em Wakanda. A fim de parar os nanites, se infiltram em uma base na Islândia para transmitir um sinal de estagnação nanite que iria paralisar aqueles em seu controle, permitindo que fossem curados. Depois de derrotar um "Fury Nanite", o jogo tem um dos dois finais dependendo do lado que o jogador escolheu: no final do lado  Pró-Registro, a SRA fica alterada; no final do lado Anti-Registro, fica revogada.

## Personagens
O jogo inclui alguns caracteres de formato específicos, e os desenvolvedores planejam lançar caracteres adicionais como conteúdo para download. Além disso, cada personagem no PS3 e Xbox 360 tem um traje alternativo que pode ser desbloqueado durante o curso do jogo. Stan Lee, co-criador da Marvel Comics e criador de muitos dos personagens, também empresta sua imagem e voz para senadora de Nova York Lieber, o que marca a primeira vez Stan fez uma ponta em um jogo de vídeo.
Vários personagens também aparecem como chefes ao longo do jogo, como combater o Homem de Ferro se o jogador escolher o lado Anti-Registo, ou enfrentar o Capitão América se o jogador estiver no lado Pro-registro. Outros personagens jogáveis são desbloqueados após derrotá-los, como Deadpool, Duende Verde e Venom. Fanático estava disponível como um incentivo bônus de pré-encomenda para o PlayStation 3 e Xbox 360. Um patch foi lançado para permitir que aqueles que não têm Juggernaut instalado possam jogar com outras pessoas que têm o personagem. Em 9 de outubro de 2009, foi anunciado conteúdo para download para o PlayStation 3 e Xbox 360, o que inclui novos personagens e missões em quadrinhos bem como novas conquistas. Os jogadores podiam comprar tanto os cinco personagens DLC quanto o caráter de pré-encomenda Fanático. A Activision, no entanto, estipulou que o conteúdo só estaria disponível até 31 de dezembro de 2010. Os pacotes de expansão voltaram para a PlayStation Network algum tempo, em janeiro de 2012, mas não foram adicionadas de volta ao Xbox Live.
| Personagens jogáveis                                                                                     | Personagens jogáveis                                                                        | Personagens jogáveis | Personagens Exclusivos |
| --- | ------------------------------------------------------------------------------------------- | --- | --- |
| - Capitão América - Coisa - Deadpool - Demolidor - Duende Verde - Gambit - Homem-Aranha - Homem de Ferro | - Homem de Gelo - Hulk - Jean Grey - Luke Cage - Miss Marvel - Mulher Invisível - Nick Fury | - Soprano - Sr. Fantástico - Suplício - Tempestade - Thor - Tocha Humana - Venom - Wolverine                                                                                   | - Blade1 - Cable5 - Carnificina5 - Ciclope1 - Fanático2/5 - Magneto5 - Mulher-Hulk4 - Psylocke1/5 - Punho de Ferro3 - Sentinela4 - Pantera Negra5 |
| Inimigos dos Anti-Registro                                                                               | Inimigos dos Anti-Registro                                                                  | Inimigos dos Pró-Registro | Inimigos dos Pró-Registro |
| - Bishop - Jaqueta Amarela - Mercenário - Mulher-Hulk - Viúva Negra                                      | - Lady Letal - Máquina de guerra3 - Magma3 - Magnum - Madrox1                               | - Cable - Golias - Hércules - Madrox - Manto1 - Mulher-Aranha | - Patriota3 - Prodígio3 - Colossus3 - Adaga - Flama3                                                                                              |
| Vilões                                                                                                   | Vilões                                                                                      | Vilões | Outros personagens |
| - Cascavel - Ceifador - Chicote Negro - Consertador - Electro - Homem de Titânio3 - Incinerador          | - Lucia von Bardas - Mago3 - Shocker - Tufão3 - Bomba A3 - Justiça3 - Equinox3              | - Destrutor3 - Rocha Lunar - Soldado Invernal1 - Lagarto1 - Magneto1 - Escorpião1 - Mercúrio1 - Gárgula Cinzento1 - Homem-Gorila (Marvel Comics) - Consertador (Marvel Comics) | - Maria Hill - Namorita - Nitro - Senador Lieber - Nova - Speedball                                                                               |

1 Apenas nas versões para PS2, PSP e Wii.

2 Apenas para pedidos de reserva das versões PS3 e Xbox 360 à loja Gamestop.

3Apenas nas versões para PS3 e Xbox 360.

4 Apenas na versão para Nintendo DS.

5Disponível para dowload para PS3 e Xbox 360

## Remasterização
Em 2016, durante a San Diego Comic-Con, foi anunciada a remasterização e relançamento para as plataformas Xbox One, Playstation 4 e PC, de Marvel Ultimate Alliance 2 e também de seu antecessor. O jogo foi relançado em 26 de julho do mesmo ano.

## Ligações Externas
- Marvel Ultimate Alliance 2. no IMDb.
- Marvel Ultimate Alliance 2 no site do desenvolvedor Vicarious Visions